# 楊初
楊 初（よう しょ、? - 355年）は、前仇池の第4代君主。弟は楊俊。子は楊国。孫は楊安。

## 略歴
337年11月、族弟である第3代君主楊毅を殺害して位を簒奪すると、その衆を纏め上げて仇池公を称し、後趙に臣従した。
347年10月、東晋に使者を派遣して称藩すると、使持節・征南将軍・雍州刺史・平羌校尉に任じられ、仇池公に封じられた。また、子の楊国は鎮東将軍・武都郡太守に任じられた。
349年8月、後趙領の西城を攻め、これを攻略した。
353年6月、前秦の左衛将軍苻飛が仇池へ侵攻したが、返り討ちにした。
354年、天水公に改封された。
355年1月、楊毅の末弟である楊宋奴は妻の兄弟である梁式王に命じ、楊初を殺害させた。楊国は側近を率いて梁式王と楊宋奴を殺害し、後を継いだ。